# Daewoo Espero
L'Espero est une familiale du constructeur sud-coréen disparu Daewoo. Apparue en 1990, la voiture est importée en Europe occidentale au milieu de la décennie, jusqu'à la faillite retentissante de la maison-mère, en 1999.

## Genèse
Berline tricorps familiale dessinée par Bertone, elle est née d'une esquisse refusée par les dirigeants de Citroën pour celle qui allait devenir la Xantia, on retrouve dans sa ligne des traits de Citroën XM et de Citroën Xantia. La ligne est donc résolument moderne, ce qui n'est pas le cas du châssis, dérivé de l'Opel Ascona C, lancée 10 ans plus tôt.

## Développement
Daewoo étoffe ainsi sa gamme par le haut. La grande Espero (4,62 m) vient épauler les discrètes Cielo-Nexia, totalement dépassées.

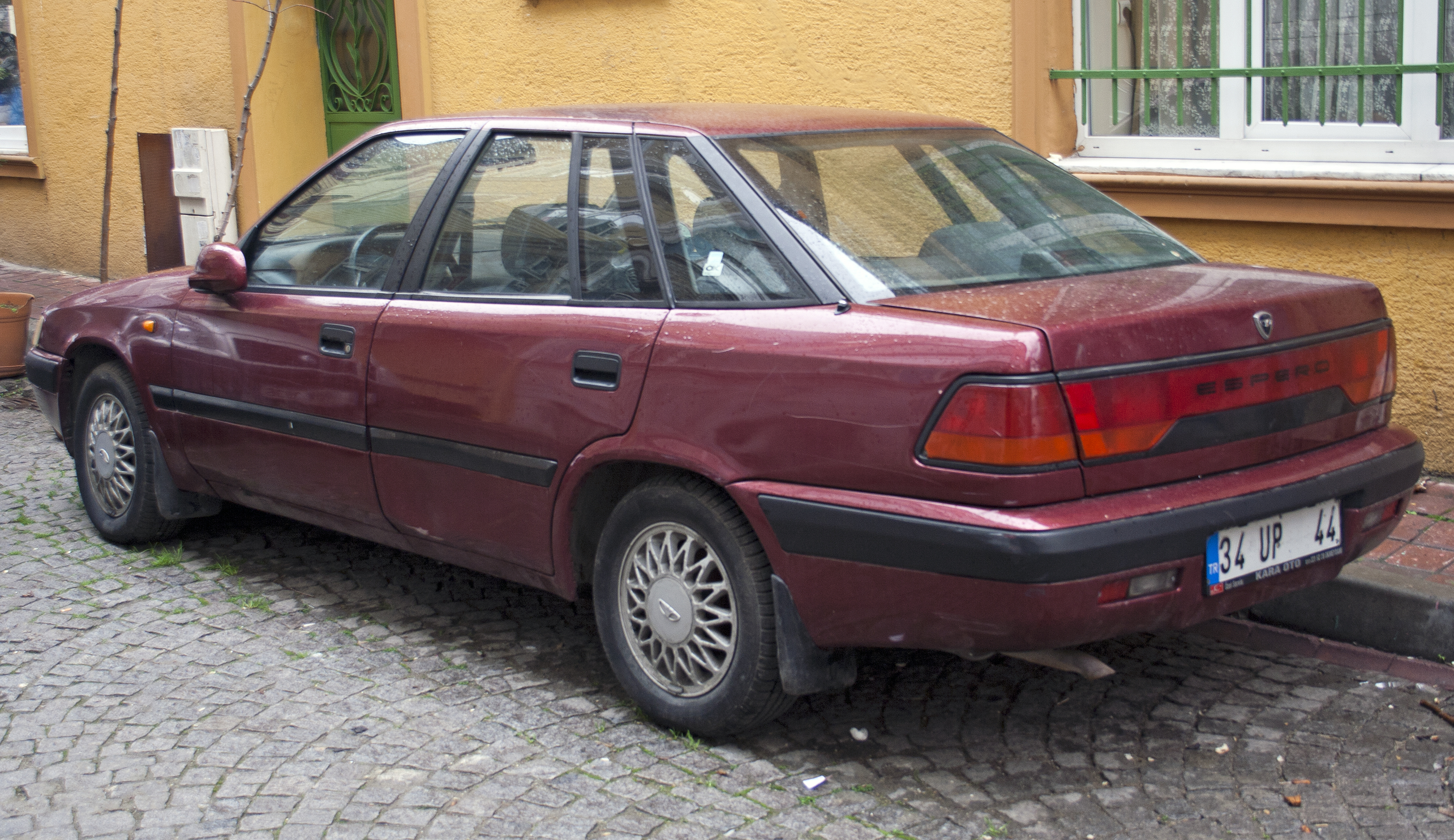
Daewoo Espero

Les mécaniques, éprouvées et exclusivement essence, sont d'origine Opel, ce qui assure au véhicule des performances correctes. Des adaptations GPL sont réalisées ultérieurement, option intéressante vu le petit réservoir de 50 l.
Elle est vendue sous le nom de Daewoo Aranos en Espagne, le mot Espero signifiant "j'attends" en espagnol. L'Espero, qui a rencontré un certain succès au Royaume-Uni et dans les pays de l'Est, cède la place à la Leganza en 1997.
Néanmoins sa carrière est entravée par des soucis de finition et une tenue de route loin des références du segment. Faiblesses qui n'ont pu être compensées par l'alléchant rapport prix-équipement.
Sur certains marchés, tel que la France, l'absence de motorisation(s) diesel lui aura aussi été préjudiciable.